# Andrew Feeley
Andrew Feeley, né le 11 août 1983 à Scotch Plains dans l'État de New Jersey aux États-Unis, est un joueur professionnel américain de basket-ball mesurant 2,06 m pour 113 kg. Feeley évolue au poste de pivot.

## Collège
- Scotch Plains, NJ/Scotch Plains-Fanwood

## Université
- 2001-2002 :  Md-Balt.County (NCAA) : 28 matchs joués : 3,8 points par match, 3,6 rebonds par match, 41,3 % aux tirs, 55,3 % aux lancers-francs
- 2002-2003 :  Md-Balt.County (NCAA) : 26 matchs joués : 10,6 points par match, 7,8 rebonds par match, 1,5 passe décisive par match, 55,0 % aux tirs, 71,6 % aux lancers-francs
- 2003-2004 :  Md-Balt.County (NCAA): 27 matchs joués : 6,5 points par match, 5,0 rebonds par match, 1,0 contre par match, 44,1 % aux tirs, 56,5 % aux lancers-francs
- 2004-2005 :  Md-Balt.County (NCAA) : 29 matchs joués : 9,6 points par match, 7,2 rebonds par match, 1,1 passe décisive par match, 1,1 contre par match, 45,9 % aux tirs, 61,9 % aux lancers-francs

## Clubs
- 2005-2006 :  Westchester Wildfire (USBL)
- 2006 :  Pennsylvania Valley Dawgs (USBL)
- Mai 2006 :  San Sebastian (Liga Nacional de Baloncesto Professional)
- Juin 2006 :  Guerreros Michoacan-Morelia (Liga Nacional de Baloncesto Professional)
- 2006-2007 :  Saitama Broncos
- 2007-2008 :  Bucaneros Campheche Liga Nacional de Baloncesto Professional, puis  Saitama Broncos
- 2008-2009 :  Toyota Tsusho Fighting Eagles
- 2009 :  KK Elektra  (UPC Telemach Liga)
- 2010 :  Olympique d'Antibes Juan-les-Pins (Pro B)

## Palmarès
- 2009 :  Champion de la saison régulière de JBL2 (Japon)
- 2009 :  Champion de JBL2 (Japon)
- 2010 :  Finaliste de la Super Cup (Slovénie)